# Lech-Hügel (Gniezno)
Der Lech-Hügel (poln. Wzgórze Lecha) ist jene Erhebung der sieben Hügel Gnieznos, auf welcher einst der legendäre Herzog Lech im Schatten eines Baumes von einem wunderschönen weißen Adler dazu animiert wurde, es ihm gleichzutun und auf dem Hügel sein Nest zu bauen (Nest heißt gniazdo, daraus wurde im Laufe der Jahrhunderte Gniezno). Tatsächlich befindet sich der älteste Teil Gnieznos auf dem Lech-Hügel. Sein Namensgeber Lech gilt als Gründer der Stadt Gniezno sowie als Gründer des polnischen Staates. Der weiße Adler, der Herzog Lech animierte, auf dem Hügel das Nest (Gniezno) zu bauen, findet sich heute noch auf der polnischen Nationalflagge. 
Während der Zwischenkriegszeit (1919–1939), besonders aber seit 1948 erbrachten Ausgrabungsarbeiten den Beweis der Existenz eines Burg-Komplexes, der während der Jahre 940-41 erbaut wurde. Den Quellen zufolge befand sich auf dem Hügel vorher ein heidnischer Tempel (der Historiker Jan Długosz spricht von einem Anbetungsort des Gottes Nyja), dessen Zerstörung sich auf Grundlage der Forschungen Prof. Hilczer-Kurnatowskas (1932–2013) zwischen 1040 und 1050 datiert. Auf dem Gebiet der ersten Burgsiedlung Gniezno wurde gegen Ende des 10. Jahrhunderts eine Kirche erbaut, die im Jahre 1000 dann zur erzbischöflichen Hauptkirche (archikatedra) erhoben wurde.